# ズグロミゾゴイ
ズグロミゾゴイ（頭黒溝五位、学名：Gorsachius melanolophus）は、ペリカン目サギ科ミゾゴイ属に分類される鳥類。

## 分布
インド南部、インドネシア、カンボジア、シンガポール、スリランカ、タイ、中華人民共和国南部、台湾、日本（石垣島、西表島、黒島）、フィリピン、ベトナム、マレーシア、ミャンマー、ラオス
夏季にインド南部、中華人民共和国南部、東南アジア、フィリピンなどで繁殖する。多くの分布域では周年生息するが、インドで繁殖した個体は、冬季になるとインドネシアへ南下し越冬する。日本では、沖縄県の石垣島、西表島、黒島に留鳥として生息するが、徳島県で春に１回観察記録がある。なお2019年には沖縄本島でも観測された。

## 形態
全長47-51cm。上面は赤褐色の羽毛で覆われ、細かく黒い波状の横縞が入る。下面は淡褐色の羽毛で覆われる。喉から胸部にかけて黒褐色の縦縞、胸部から腹部にかけて白と黒の横縞が入る。頭頂から後頭にかけて黒がかった青色の羽毛で覆われ、和名の由来になっている。また後頭の羽毛はやや伸長（冠羽）する。雨覆は赤褐色で、風切羽は暗褐色。雨覆や初列風切の先端は白く、次列風切の先端は明褐色。
虹彩は黄色。嘴はやや短く、色彩は黒い。後肢の色彩は黄緑がかった褐色。
幼鳥は全身に白と黒の複雑な斑紋が入る。オスはメスよりも冠羽が長い傾向がある。

## 生態
常緑広葉樹林や河川沿いの林などに生息する。群れを形成することはなく、単独もしくはペアで生活する。日中は木の繁みで休息し主に薄明薄暮時に活動するが、曇天や雨天時は日中でも採食行動を行う。
食性は動物食で、魚類、両生類、昆虫類、甲殻類、ミミズなどを食べる。林床を徘徊しながら獲物を探す。
繁殖形態は卵生。樹上に木の枝を束ねた皿状の巣を作り、日本では3-4月に4-5個の卵を産む。雌雄交代で抱卵する。育雛も雌雄共同で行う。

## 人間との関係
日本では林縁の農耕地や民家の庭でも見られることがある。
開発による生息地の破壊などにより生息数は減少している。人為的に移入された野犬や野良猫による捕食も懸念されている。
絶滅危惧II類 (VU)（環境省レッドリスト）